# 깃사와촌
깃사와촌(吉沢村)은 야마나시현 나카코마군에 있던 촌이다. 현재의 가이시에 해당한다.

## 역사
- 1874년 8월 - 고마군 2개 촌이 합병해 깃사와촌이 성립하였다.
- 1878년 7월 22일 - 군구정촌편직법에 의해, 깃사와촌은 나카코마군에 소속되었다.
- 1889년 7월 1일 - 정촌제 시행에 의해 무쓰자와촌이 단독으로 지자체를 형성하였다.
- 1954년 10월 17일 -시키시마정, 기요카와촌, 무쓰자와촌과 합병해 새로운 시키시마정이 성립하여, 동일 깃사와촌은 폐지되었다.

## 참고문헌
- 角川日本地名大辞典 19 山梨県